# Bókay Zoltán
Bókay Zoltán (Budapest, 1885. szeptember 9. – Budapest, Ferencváros, 1955. április 1.) gyermekgyógyász, egyetemi tanár.

## Családja
Apai nagyapja Bókai János (1822–1884) orvos, gyermekgyógyász; anyai nagyapja Herrich Károly (1818–1888) vízépítő mérnök, miniszteri tanácsos. Szülei Bókay Árpád (1856–1919) orvos, belgyógyász, farmakológus és Herrich Szidónia (1863–1946). Első felesége Varga Irma volt, akit 1920. május 4-én vett nőül. Második házastársa Bydeskuty Terézia volt, akivel 1930-ban kötött házasságot Budapesten.

## Életútja
A Budapesti Tudományegyetemen szerezte orvosi diplomáját 1908-ban, valamint Berlinben és Párizsban is képezte magát. 1907-től gyakornok volt a kórbonctani intézetben, később ugyanott tanársegéd. 1909-től a Stefánia-gyermekkórházban dolgozott, 1916-tól magántanár volt, majd 1918-ban az egyetemi gyermekklinika munkatársa lett. Az első világháború alatt negyven hónapos frontszolgálatot teljesített, mint ezredorvosfőnök, a délnémet hadsereg higiénikusa, 1914 és 1917 között egy mozgó tábori kórház parancsnoka volt, majd az Isonzó-hadsereg egyik maláriaállomásának vezetője, 1917–18-ban pedig a budapesti honvéd helyőrségi kórház laboratóriumának orvosa. 1926-ban egyetemi címzetes rendkívüli tanár, 1930 és 1947 között a debreceni egyetemen nyilvános rendes tanár, valamint a gyermekklinika vezetője. 1951-től egészen haláláig a budapesti IX. kerületi Poliklinikán mint főorvos teljesített szolgálatot. A meningitis tuberculosa liquor-diagnosztikájával foglalkozott. Az agyhártyagyulladások megkülönböztető kórisméjével kapcsolatos dolgozatai magyarul és idegen nyelven is napvilágot láttak. Halálát koszorúér-elzáródás okozta.

## Főbb művei
- A gyermekorvoslás tankönyve (Bókay Jánossal és Flesch Árminnal, Budapest, 1912; 4., bővített kiadás: 1925)
- A veleszületett szívbajok monographiája esetek kapcsán (Budapest, 1913)
- A gyermekkori pyelocystitisek kezelése autovaccinával. (Budapest, 1925)
- Alkalimegoszlás csecsemők vérserumában. (Magyar Orvosi Archívum, 1927)
- A csecsemőkori bronchopneumonia therapiájának mai állása. (Orvosképzés, 1929)
- A gyermekkori tuberculosisról. (Orvosképzés, 1930)
- Vesegyulladások cukortherapiájáról. Kostyál Lászlóval. – A gyermekkori pyelocystitisek pathológiája és therápiája. (Orvosképzés, 1933)
- A vérzéses vesegyulladások gyógykezelése. (Orvosok és Gyógyszerészek Lapja, 1936)
- Az extraanthaema szerepe a chorea minor gyógykezelésében. (Orvosképzés, 1936)
- A gyermekkori vesegyulladások és azok kezelése. (Orvosképzés, 1937)
- A varicella és herpes zoster összefüggéséről: erythema subitum. (Gyógyászat, 1938)
- A csecsemőhalandóság elleni küzdelem Magyarországon. (Debreceni Szemle, 1939)
- A kifáradás szerepe a táplálkozási zavarok létrejöttében. (Debrecen, 1940)
- Gyermekklinikai előadások. B. Z. előadásai alapján összeáll. Szűcs Sándor. (Debrecen, 1943)
- A kisgyermekek mesterséges táplálása a mai viszonyok között, tekintettel a tehéntejhiányra. (Egészség, 1943)
- A gyermekkori tetanus therapiája. (Budapest, 1943)

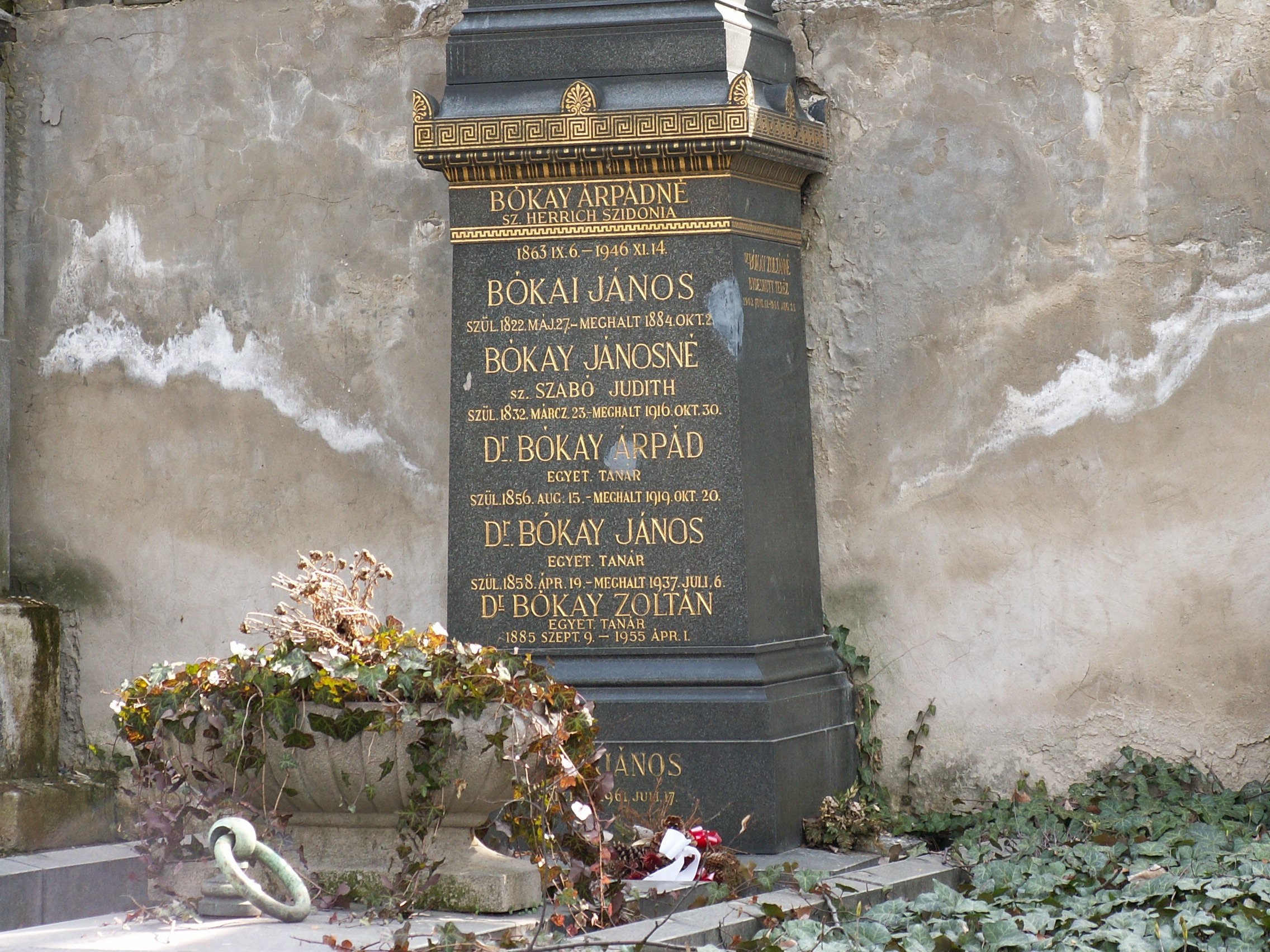
Sírfelirata a Bókai/Bókay család sírboltján a Fiumei úti sírkertben